# Ensemblia

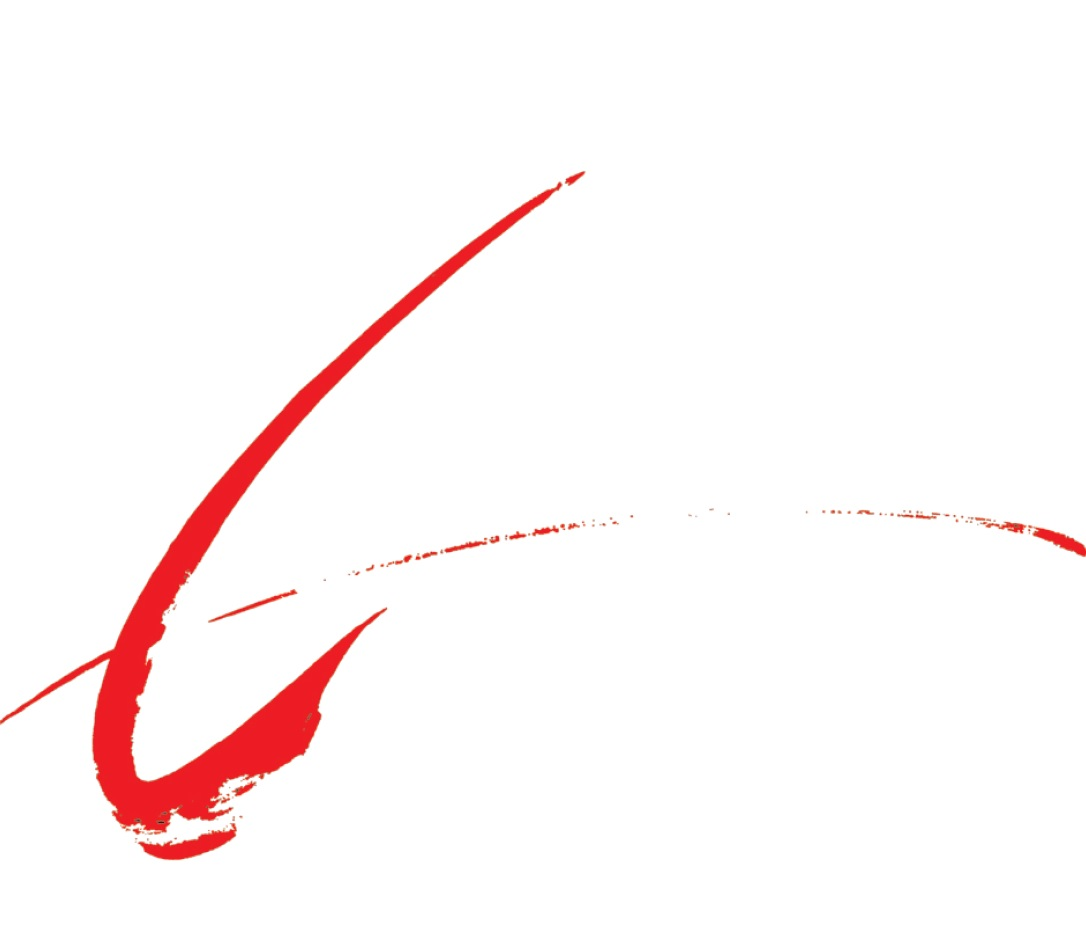
Logo der Ensemblia

Die Ensemblia, das „Festival für Musik. Theater. Tanz. Kunst ...“, ist das älteste spartenübergreifende Festival Deutschlands und findet alle zwei Jahre in Mönchengladbach statt. 
2007 war der WDR mit seiner Hörfunkwelle WDR 3 „Kulturpartner“ der Ensemblia.

## Schwerpunkte des Festivals
Das Festival mit dem Schwerpunkt Musik bietet eine Plattform für das zeitgenössische Schaffen aller kulturellen Sparten von Theater und Tanz bis zur Kunstausstellung. Es soll Gelegenheit bieten, über den Tellerrand der einzelnen Bereiche hinauszusehen und zu arbeiten. So gehört zur Ensemblia selbstverständlich Vermittlung, Animation und Verbindung, sei es durch vorbereitende Veranstaltungen oder Einführungen, Straßenaktionen oder die Einbindung von Mönchengladbacher Gruppen und Vereinen, bzw. auch durch die Gewinnung von Gastgebern, bei denen Künstler wohnen. 
Die Workshop-Arbeit zur Ensemblia war auch Thema einer Diplomarbeit an der Hochschule für Musik Köln. 
Die programmatische Ausrichtung des Festivals zielte von Anfang an sowohl auf Konfrontation als auch auf Kombination von Altem und Neuem, Bekanntem und Unbekanntem sowie von E- und U-Musik. Die Ensemblia gilt in renommierten Expertenkreisen als provokant, frech und spritzig. Die Künstler des Festivals suchen immer wieder neue Herausforderungen und haben es sich zur Aufgabe gemacht immer auf der Suche nach neuen Bereichen zu sein. 
Die Ensemblia wurde im Laufe der Jahre unterschiedlich geprägt: Einige Jahre wurde der Schwerpunkt durch die spezielle Berücksichtigung eines Landes oder Themas gesetzt, in anderen durch Mentoren und Komponisten bzw. Ensembles in residence.
Das als Biennale-Veranstaltung angelegte Festival wurde bis 1997 in den Zwischenjahren von der kleineren Ensembletta, die als Vorbereitung und Animation für die Ensemblia diente, unterstützt.
Im Gegensatz zu der Grundüberlegung, Ensemblia programmatisch international anzulegen, band die Ensembletta im überwiegenden Maße Kräfte und Möglichkeiten des Landes Nordrhein-Westfalen und der Stadt Mönchengladbach ein.

## Werke (Auswahl)
Rund 300 Werke, Performances und Choreographien fanden ihre Uraufführung oder deutsche Erstaufführung im Rahmen der Ensemblia. Das Festival und die dazu ausgeschriebenen Kompositionswettbewerbe boten die Begegnung und Auseinandersetzung mit zahlreichen renommierten und noch nicht bekannten Musikern. Die Karriere zahlreicher Komponisten und Musiker wurde durch dieses Festival gefördert. 

## Wettbewerb
Bis 2013 fand alle zwei Jahre ein Kompositionswettbewerb statt.